# Kein Bund für’s Leben
Kein Bund für’s Leben ist eine deutsche, unter der Regie von Granz Henman entstandene Filmkomödie aus dem Jahr 2007.

## Handlung
Basti Lämmle lebt bei seinem Kollegen Martin, beide sind in die WG-Mitbewohnerin Valeska verliebt. Um der Bundeswehr zu entgehen, will Basti bei der Musterung schummeln, doch sein Gutachten vom Hausarzt wird vom Musterungsarzt noch nicht einmal gelesen. Als er zur Abgabe der Urinprobe in die Toilette geht, lernt er Schleifer kennen, der falsche Urinproben verkauft. Basti kann Schleifer überreden, seine letzte Urinprobe mit ihm zu teilen. Die Probe stammt von Schleifers Freundin, die unter Diabetes leidet – und schwanger ist! Daher werden Basti und Schleifer tauglich geschrieben. Zu Hause angekommen, setzt er sich sofort daran, seine Verweigerung zu schreiben.
Drei Monate später – Basti und Valeska sind ein Paar – wird er von den Feldjägern während seiner Abiparty abgeholt und in die Grundausbildung gesteckt. Der Grund: Bastis Mitbewohner Martin hat die Verweigerung verbrannt, weil er hofft, so an Valeska heranzukommen. Beim Bund angekommen trifft er seinen Freund Schleifer wieder, der sich mit allerhand „Geschäften“ über Wasser hält (So klaut er z. B. die getragene Unterwäsche von Soldatinnen, um sie im Internet zu verkaufen). Die beiden sind auf einer Stube mit dem schrulligen Ufo, dem verwöhnten Justus, dem harten Türken Nefzat und Zonk, der zum BND will. Nach anfänglichen Differenzen werden die sechs zu einer starken Gruppe, die zusammen in einem Wettkampf gegen eine Gruppe US-Berufssoldaten antreten soll. Diesen Wettkampf verlieren die Deutschen schon traditionell.
Basti will jedoch so schnell wie möglich aus der Bundeswehr heraus. Da die nachträgliche Verweigerung aber etwa acht Wochen dauert, muss er sich mit dem knallharten Kompaniechef Major Hauptmann und dem Grundausbilder Oberfeldwebel Keller arrangieren, macht ihnen jedoch im Gegenzug das Leben schwer.
Er will sich krankschreiben lassen und macht sich dafür an die Krankenschwester Jana heran. Er spricht mit ihr auch über seine Beziehung zu Valeska, die er zu diesem Zeitpunkt noch für in Ordnung hält. Als er jedoch bei einem Wochenendurlaub Valeska und Martin bei einem bizarren erotischen Rollenspiel erwischt, ist diese Beziehung zu Ende.
Nachdem Basti völlig niedergeschlagen in die Kaserne zurückgekehrt ist, wollen ihm seine Stubenkameraden eine Freude machen und veranstalten zusammen mit den anderen Rekruten der Kaserne eine heimliche „Panzer-Party“ in der Panzergarage von Major Hauptmann. Als genügend Alkohol geflossen ist, stehlen Basti, seine Stubenkameraden und Jana schließlich den privaten Panzer („Schützenpanzer lang HS 30“) des Majors für eine Spritztour. Diese endet damit, dass der völlig betrunkene Ufo den Panzer in ein Erdloch fährt, wo dieser steckenbleibt. Bei dem Versuch, den Panzer frei zu bekommen, feuert Basti versehentlich einen Schuss aus der Bordkanone ab und trifft damit ausgerechnet die Latrine der nahegelegenen US-Basis mitsamt dem darauf sitzenden Kommandanten. Dieser wird zwar von der explodierenden Kanalisation erfasst, bleibt jedoch unverletzt. Da sie nun unfreiwillig eine US-Basis attackiert haben, droht ihnen eine Anklage und die unehrenhafte Entlassung. Man einigt sich darauf, dass sämtliche Strafen fallengelassen werden, wenn das deutsche Team das Manöver gegen das amerikanische Team gewinnt. Allerdings wird zwischenzeitlich Bastis zuvor eingereichter KDV-Antrag angenommen und er könnte nach Hause. Jedoch will er seinen Stubenkollegen helfen, den Wettkampf gegen die Amerikaner zu gewinnen. Mit einigen Tricks und teilweise unkonventionellen Taktiken überwältigen sie die Amerikaner in letzter Sekunde und gewinnen den Wettkampf. Die Anklagen werden fallengelassen und alle bestehen die Grundausbildung. Basti und Jana werden ein Paar.
Martin hingegen, der sich mit falschen Angaben der Musterung entzogen hat, wird von Keller sowie Schleifer und Nefzat, die mittlerweile Feldjäger sind, zum Grundwehrdienst abgeholt.

## Produktion
Das Budget des Films betrug 3,25 Mio. Euro. Der Soundtrack enthält Cover-Versionen von Hurra, hurra, die Schule brennt (Extrabreit), hier von Maggers United als Hurra, hurra, die Stube brennt neu interpretiert, sowie von Tränen lügen nicht (Michael Holm), hier von mehreren Darstellern als Parodie dargeboten.

## Kritiken
„Bundeswehr-Klamotte auf dem Komikniveau deutscher Privatsender: Jungschauspieler wie Axel Stein, Florian Lukas oder Franz Dinda spielen Rekruten einer Ausbildungseinheit, die mit Panzerfahrerwitzen und ödem Latrinen-Schabernack ihre Vorgesetzten in den Wahnsinn treiben und versehentlich auch schon mal die Flagge des amerikanischen Waffenbruders in Brand setzen. Lustig finden das wahrscheinlich nur Unteroffiziere und andere schwer Betrunkene. Regisseur Granz Henman (‚Knallharte Jungs‘) darf wegtreten.“

„Mit ‚Kein Bund für’s Leben‘ liefert Granz Henman, der 2002 mit ‚Knallharte Jungs‘ einen kräftigen Erfolg landete, die ultimative Bundeswehr-Komödie ab – scharfe Girls, mutige Männer und megageiler Spaßfaktor inklusive.“

„Talentfreie, auf dem Niveau billiger TV-Comedy-Shows angesiedelte Militärklamotte, die immerhin weitgehend auf den im Genre üblichen Griff unter die Gürtellinie verzichtet.“

## Trivia
- Die im Film verwendete Ausstattung wurde von der realen Bundeswehr teilweise seit vielen Jahren nicht mehr verwendet. So stammt die im Manöver sowohl von den Amerikanern als auch von der Bundeswehr verwendete Waffe M16A1 aus Zeiten des zurückliegenden Vietnamkriegs und wurde zur Entstehungszeit des Films in neueren Versionen verwendet. Die Bundeswehr nutzte zu dieser Zeit sowohl das G3 wie auch schon das G36.
- Von der Figur „Major Hauptmann“ wird behauptet, dass Luxemburg über keinen Geheimdienst verfügt. Dies ist falsch: siehe Service de Renseignement de l’Etat, welcher im Jahr 2004 erneuert entstand.
- Sonya Kraus hat im Film einen kurzen Gastauftritt und spielt sich darin selbst.
- Am Ende des Films trägt Oberfeldwebel Keller seinen Dienstanzug und hat Dienstgradabzeichen für Feldwebel auf der Schulter.
- Die Szene, in der die Rekruten der Stube 54 zum ersten Mal auf die  Hindernisbahn treffen, ist eine Parodie auf den Film Ich glaub', mich knutscht ein Elch!. Auch die Hintergrundmusik stammt aus diesem Film.
- Der Name von Hauptmanns Adjutanten Schulz ist eine Anspielung auf den Schulz in Ernst Lubitsch' Komödie "Sein oder Nichtsein".